# Roger Dingledine
Roger Dingledine (a.k.a. arma), est un informaticien américain spécialisé dans la sécurité informatique, la cryptographie, l'anonymat et la défense de la vie privée.
Il est l'actuel président, directeur et cofondateur (avec Nick Mathewson (en) et Paul Syverson (en)) du Projet Tor.
Dingledine a étudié les mathématiques, les sciences informatique et l'ingénierie électrique au MIT.
Sa thèse de maîtrise a été conduite sous la direction de l'éminent cryptologue Ron Rivest.

## Honneurs et récompenses
- 2014 : la publication sur le design du réseau Tor a remporté la distinction « Test of Time » de Usenix Security.
- 2013 : le projet Tor remporte la distinction EFF Pioneer Award.
- 2012 : Roger est reconnu par le magazine Américain Foreign Policy comme l'un des 100 intellectuels les plus importants.
- 2010 : le projet Tor remporte la distinction « Social Benefit » du FSF/GNU Project.
- 2006 : Roger est nommé par le magazine Technology Review comme l'un des 35 plus importants innovateurs sous l'âge de 35 ans.